# Londres Machado
 (janvier 2023).
La mise en forme du texte ne suit pas les recommandations de Wikipédia : il faut le « wikifier ».
Les points d'amélioration suivants sont les cas les plus fréquents. Le détail des points à revoir est peut-être précisé sur la page de discussion.
- Les titres sont pré-formatés par le logiciel. Ils ne sont ni en capitales, ni en gras.
- Le texte ne doit pas être écrit en capitales (les noms de famille non plus), ni en gras, ni en italique, ni en « petit »…
- Le gras n'est utilisé que pour surligner le titre de l'article dans l'introduction, une seule fois.
- L'italique est rarement utilisé : mots en langue étrangère, titres d'œuvres, noms de bateaux, etc.
- Les citations ne sont pas en italique mais en corps de texte normal. Elles sont entourées par des guillemets français : « et ».
- Les listes à puces sont à éviter, des paragraphes rédigés étant largement préférés. Les tableaux sont à réserver à la présentation de données structurées (résultats, etc.).
- Les appels de note de bas de page (petits chiffres en exposant, introduits par l'outil «  Source ») sont à placer entre la fin de phrase et le point final[comme ça].
- Les liens internes (vers d'autres articles de Wikipédia) sont à choisir avec parcimonie. Créez des liens vers des articles approfondissant le sujet. Les termes génériques sans rapport avec le sujet sont à éviter, ainsi que les répétitions de liens vers un même terme.
- Les liens externes sont à placer uniquement dans une section « Liens externes », à la fin de l'article. Ces liens sont à choisir avec parcimonie suivant les règles définies. Si un lien sert de source à l'article, son insertion dans le texte est à faire par les notes de bas de page.
- La présentation des références doit suivre les conventions bibliographiques. Il est recommandé d'utiliser les modèles {{Ouvrage}}, {{Chapitre}}, {{Article}}, {{Lien web}} et/ou {{Bibliographie}}. Le mode d'édition visuel peut mettre en forme automatiquement les références.
- Insérer une infobox (cadre d'informations à droite) n'est pas obligatoire pour parachever la mise en page.

Pour une aide détaillée, merci de consulter Aide:Wikification.
Si vous pensez que ces points ont été résolus, vous pouvez retirer ce bandeau et améliorer la mise en forme d'un autre article.
Londres Machado, né le 3 février 1942, est un homme politique du Mato Grosso do Sul au Brésil.
Il détient le record brésilien de victoires électorales consécutives, avec des mandats successifs à partir de 1971,,.

## Carrière
Ses premiers mandats en tant que député d'État ont eu lieu lors des élections de 1970 et 1974 dans l'ancien État du Mato Grosso. Au cours de son deuxième mandat, il a été premier secrétaire du conseil d'administration de l'Assemblée.
Avec la création de l'État du Mato Grosso do Sul, il est élu député d'État pour le quadriennal 1979/1983 et assume la présidence de l'Assemblée constituante de l'État, dont il quitte deux fois : le 13 juin 1979 et le 28, 1980, pour être le gouverneur par intérim du Mato Grosso do Sul.
Au cours du mandat suivant (1983/1987), le député a occupé le deuxième secrétariat du Conseil d'administration de l'Assemblée législative du Mato Grosso do Sul et, au cours de l'exercice biennal 1985/1986, il a assumé le premier secrétariat de l'Assemblée.
Réélu (1987/1991), Machado a d'abord occupé, dans la période 1987/1988, la tête de la Maison Civile du Gouverneur Marcelo Miranda Soares . Et, au cours de l'exercice biennal 1989/1990, il est revenu à l'Assemblée en tant que président du Conseil d'administration, accumulant le poste de président de l'Assemblée constituante.
Réélu pour les législatures 1991/1995, 1995/1999, 1999/2003, 2003/2007, 2007/2011 et 2011/2015, il devient le plus ancien député d'État brésilien en fonction. Il a ensuite été président de l'Assemblée nationale en 1991/1992, 1996/1998, 1998/2000 et 2004/2006.